# یوزفوف

پرچم یوزفوف (فرضی)

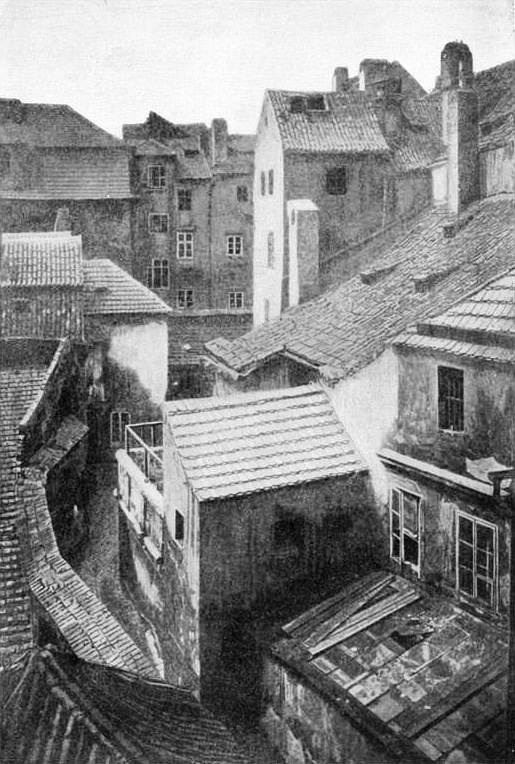
بخشی از این گتو.

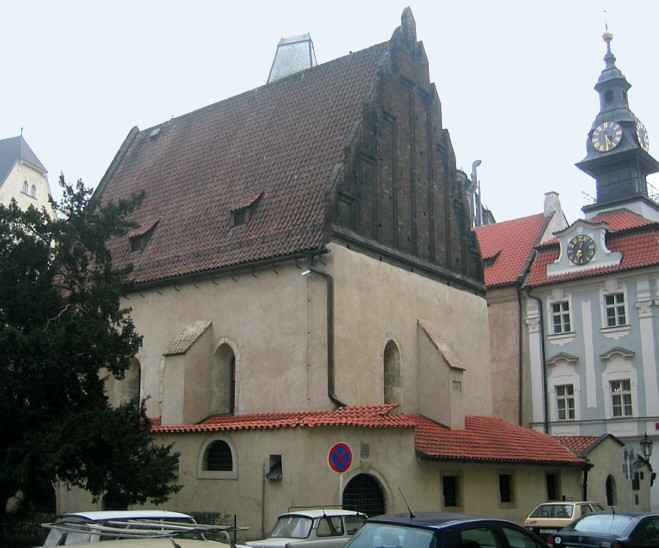
یک کنیسه قدیمی

یوزفوف (همچنین محله یهودی‌ها؛ به آلمانی: Josefstadt) یک محله و کوچک‌ترین کاداستر در شهر پراگ در جمهوری چک است که سابقاً یک محله یهودی‌نشین بود. این محله کاملاً توسط شهر قدیمی پراگ محصور شده‌است. نشان این محله پرچم جامعه یهودیان پراگ است، این پرچم شامل یک ستاره داوود زردرنگ با پیش‌زمینه قرمز است.

## تاریخچه
باور می‌رود که یهودیان در اوایل سده ۱۰ میلادی در شهر پراگ سکونت گزیده‌اند. نخستین پوگروم در سال ۱۰۹۶ میلادی روی داد و به سبب آن یهودیان در محله‌ای دیوار دارد ساکن شدند. پرمیسل اوتاکار دوم در سال ۱۲۶۲ میلادی درجه‌ای از خودگردانی را به ساکنین این محله داد. در روز عید پاک در سال ۱۳۸۹ میلادی یکی از فاجعه‌بارترین قتل‌عام‌های یهودیان روی داد و حدود ۱٬۵۰۰ تن کشته شدند. این محله در پایان سده ۱۶ میلادی به خاطر منصوب شدن قردی ثروتمند و یهودی به نام مردخای میشل به سمت وزارت کشور فرانسه، در بهترین وضعیت خود به سر می‌برد.
در سال ۱۸۵۰ میلادی نام این محله به یوزف‌ستاد (شهر یوسف) به افتخار یوزف دوم، امپراتور مقدس روم که به یهودیان آزادی مذهبی داده بود، تغییر پیدا کرد. سرانجام یهودیان اجازه سکونت در بیرون از را دریافت کردند و تنها شمار کمی از یهودیان ارتدکس و فقیر در محله باقی ماندند.
بیشتر بخش‌های این محله بین سال‌های ۱۸۹۳ تا ۱۹۱۳ میلادی برای بازسازی شهر پراگ براساس شهر پاریس، تخریب شدند. تنها شش کنیسه، گورستان قدیمی و تالار شهرداری (که امروزه بخشی از موزه یهودی در پراگ است) باقی ماندند.
از اوایل سده ۲۰ میلادی سازه‌های جدیدی در این مکان ساخته شدند، بنابر این تصور اینکه این محله در گذشته و زمانی که حدود ۱۸٬۰۰۰ سکنه داشته، چگونه بوده مشکل است. یوزفوف قدیمی در فیلم گولم به تصویر کشیده شده‌است.

## نگارخانه

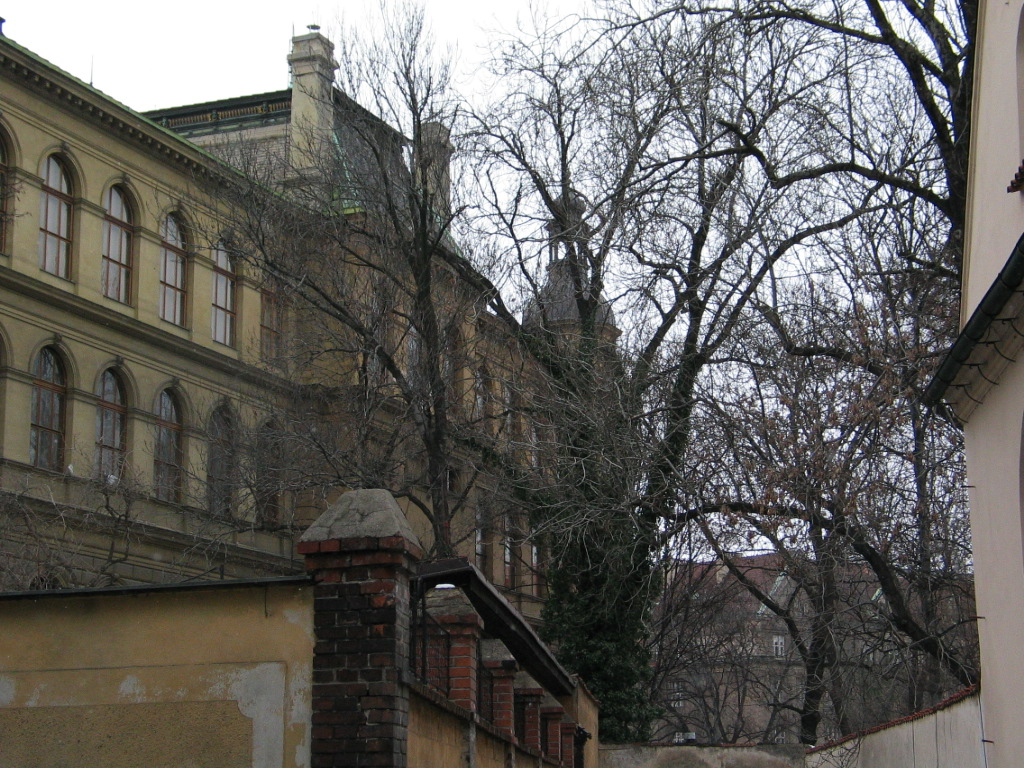
گورستان یهودیان و ساختمان‌های اطراف آن
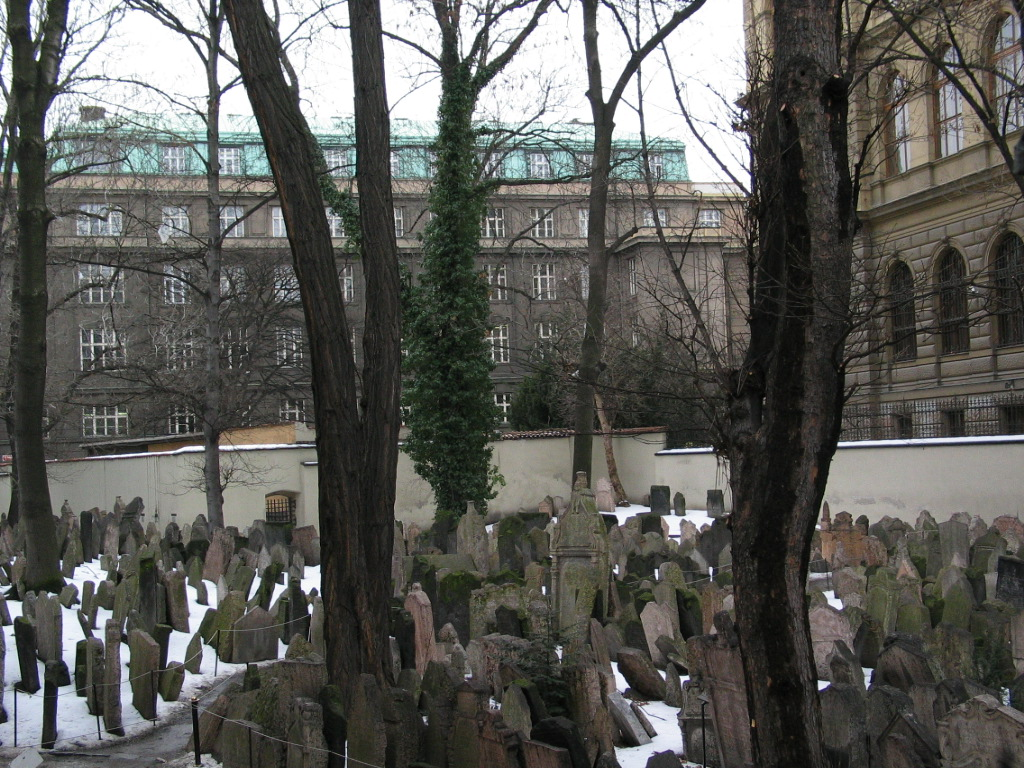
خود گورستان
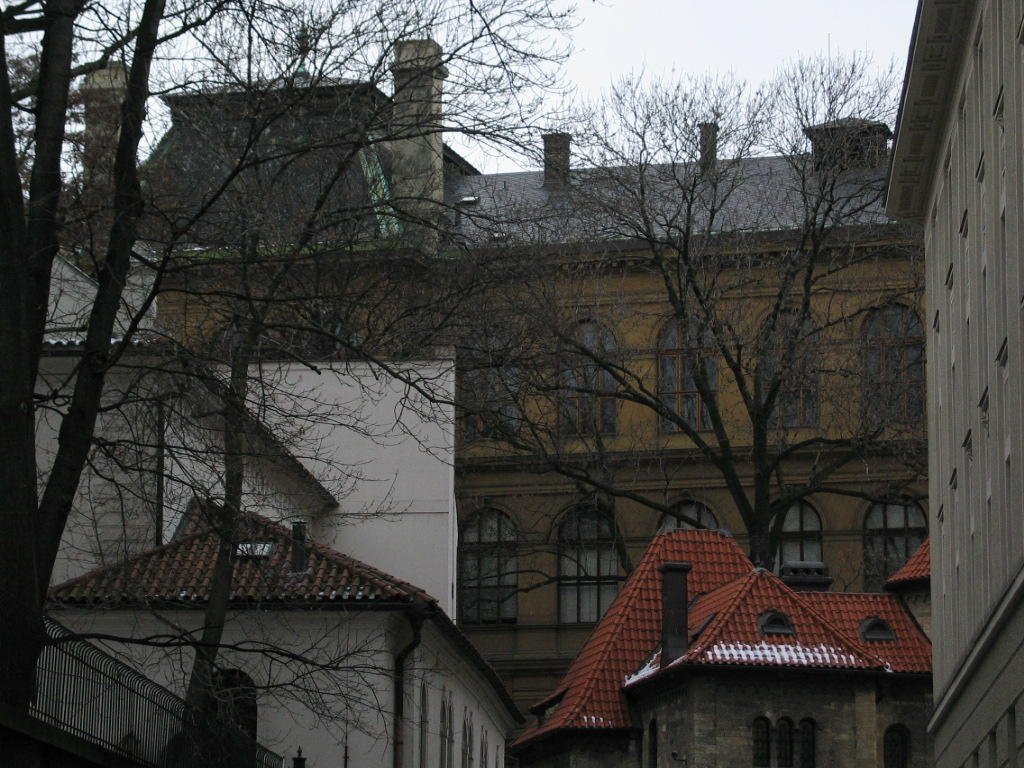
ساختمان‌های اطراف
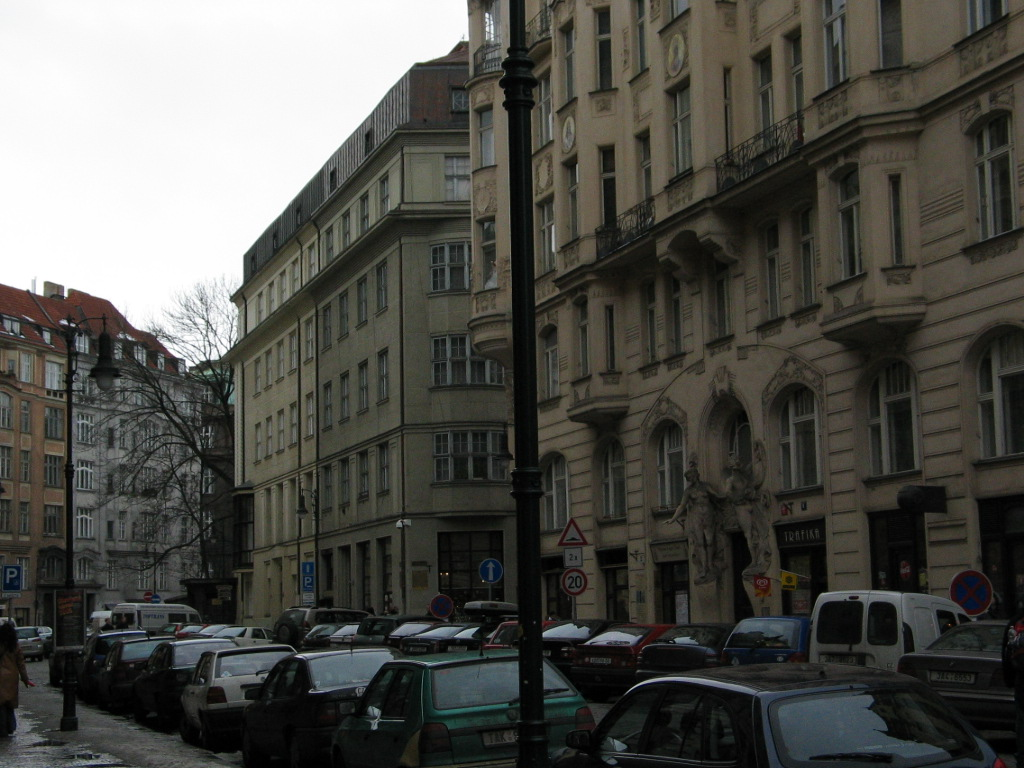
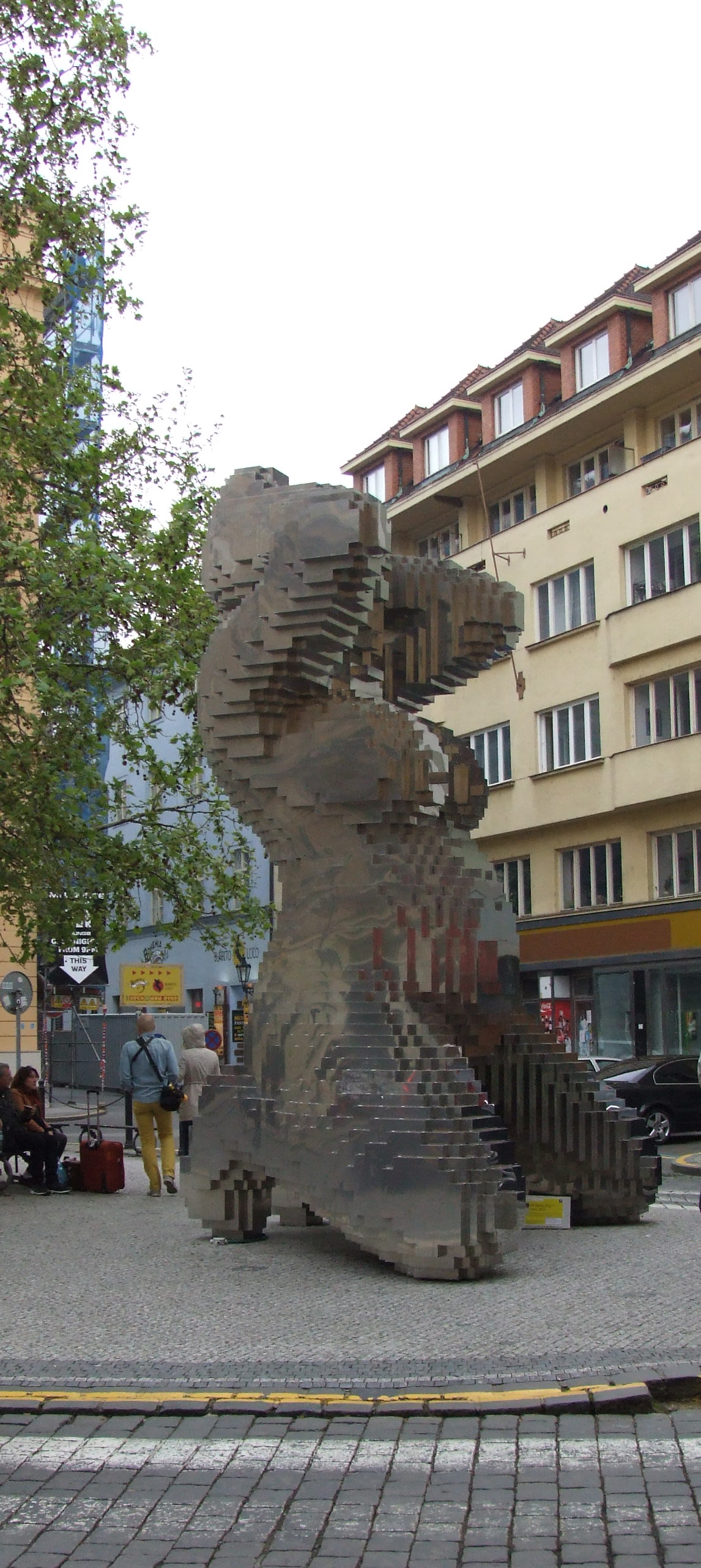
یک بنای تاریخی از زنی باردار ساخته شده از آینه
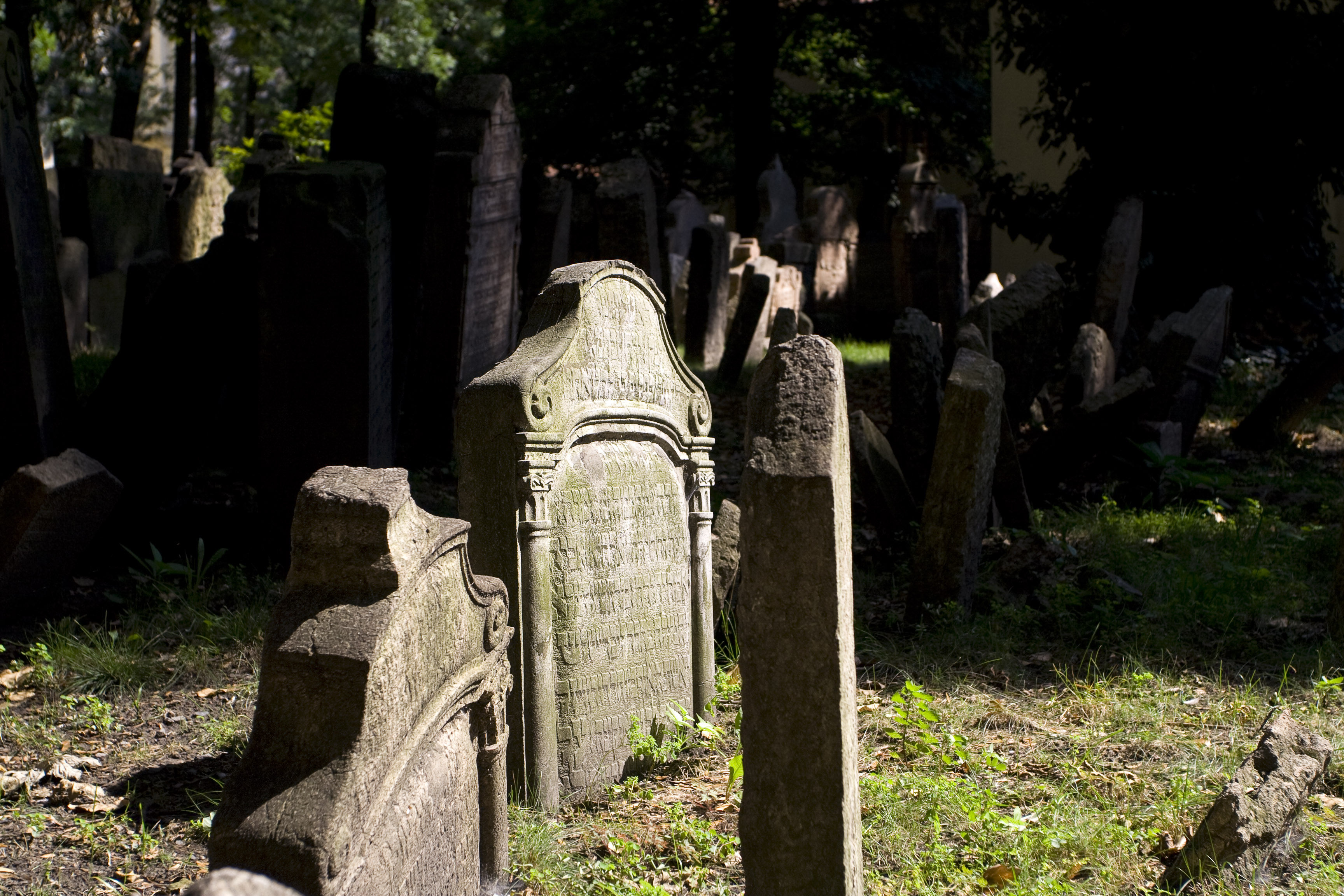
گورستان قدیمی در پراگ